# آریستلچیا کنترتا
آریستلچیا کنترتا (نام علمی: Aristolochia contorta) نام یک گونه از تیره زرآوندیان است.